# Todleber
Das Todleber ist eine aus der niederdeutschen Sprache abgeleitete Bezeichnung für eine dünne Grasnarbe über einem sumpfigen Gelände, der „Quebbe“.
Weitere Bezeichnungen sind Totenleber, Totleber, Todleger, Totleben und im Niederdeutschen Dödläw’r, Dodläg’r, Dotlewer, Dotlever.

## Begriff
Die Quebbe ist ein mooriger, mit Wasser gesättigter Boden, der unter Fußtritten erzittert, er „quabbelt“. Das Adjektiv dazu ist „quebbig“. Die Quebbe ist ein durch versteckte Quellen aufgeschwemmter Boden. Beim Betreten sinkt man unerwartet ein. Auf Wiesen und Weiden heißt eine „quebbige“ Stelle Todleber.

## Wortherkunft
In seinem „Wörterbuch der altmärkisch-plattdeutschen Mundart“ schreibt Johann Friedrich Danneil: „Tritt man auf das Dödläw’r, so biegt sich die Grasnarbe ein, man bricht aber in der Regel nicht durch. Für beide Wörter [Quebbe und Totleber] scheint im Neuhochdeutschen nur das allgemeine Sumpf im Gebrauch zu sein. Abzuleiten ist Dödläw’r vielleicht von Död, der Tod und Läw’r, die Leber, welche auch bei einem geringen Druck eine Vertiefung bildet. Es wäre demnach [ein Todleber ein] mit einer Grasnarbe versehener Boden, der beim Betreten sich einbiegt, in dem man beim Zerreissen der Grasnarbe seinen Tod findet.“
Abweichend dazu erläutert Max Ebeling: „Vom Todleger fabelt man, daß hier Menschen versunken seien. Lage oder Lechte bedeutet aber ein Wiesen- oder Brackstück; tot hebt noch die Unfruchtbarkeit oder das Sumpfige dieser Feldmark hervor.“

## Verwendung

### Geschichte
Ludolf Parisius berichtete 1873: „Im Dreißigjährigen Krieg jagten Drömlingsbauern umherstreifende Marodeure in die Sümpfe auf trügerische Dotlewer (Todleber). Unter ihren Füßen brach die dünne Grasdecke durch und sie erstickten elendig im Moder.“

### Landkarten
Auf einem Messtischblatt im 19. Jahrhundert sind „Todleber“ nordwestlich von Groß Ballerstedt und westlich von Düsedau verzeichnet. Die Dörfer liegen im Landkreis Stendal.

### Sagen
In der Sagensammlung „Altmärkischer Sagenschatz“ wird über Dörfer im Altmarkkreis Salzwedel und im Landkreis Stendal berichtet:
- Zwischen Zühlen und Gestien liegt ein hoher Berg, auf dem lag früher ein großer Stein, jetzt aber liegt er in dem Tal, das „Totenleber“ heißt.
- Südlich von Hüselitz war unmittelbar hinter den Gärten früher ein „Totleber“. Dort soll eine Stute mit einem Fohlen versunken sein.